# Caryophyllia spinicarens
Espèce
Statut CITES
Caryophyllia spinicarens est une espèce de coraux appartenant à la famille des Caryophylliidae.